# Mary Eristavi
Mary Eristavi (georgiska: მერი ერისთავი), född 1888, död 1986, var en georgisk aristokrat. Hon är känd som modell för Coco Chanel, och har utpekats som föremålet för Galaktion Tabidzes förälskelse i hans poesi.
Mary Eristavi var en anställd som hovfröken hos tsaritsan Alexandra Fjodorovna, men återvände till Georgien efter sin fars död 1915. Hon gifte sig med Giorgi Erstavi, en ättling till det georgiska kungahuset. 
När Georgien invaderades av röda armén och anslöts till Sovjetunionen 1921 flydde paret liksom många andra ur den före detta georgiska adeln till Frankrike via Istanbul. I Paris arbetade hon först som sömmerska och kunde till slut öppna en egen ateljé. Hon arbetade framgångsrikt som modell för Coco Chanel.